# HMS B.11
HMS B.11 — подводная лодка типа «B» Королевского флота Великобритании времен Первой мировой войны. Совершила первый успешный прорыв в Дарданеллы на пике усиления охраны проливов.

## Постройка и начало службы
Подводные лодки типа B строились в 1904−1906 годах для прибрежных действий. B.11 была последней лодкой своего типа. Вступила в строй 11 июля 1906 года, командир — лейтенант Бэзил Бил (англ. Basil Beal).
C 1912 года базировалась на Мальту. С 30 декабря 1913 года лодку принял лейтенант-коммандер Норман Холбрук (англ. Norman Douglas Holbrook). В сентябре 1914 года лодка перебазировалась на о. Тенедос и присоединилась к флоту, сторожившему Дарданеллы. В апреле 1915 года сделала неудачную попытку уничтожить выбросившуюся на мель E15. 20 мая 1915 года в районе Смирны обнаружила болгарскую лодку UB-8. Начала выход в атаку, но UB-8 уклонилась погружением.

## Прорыв

### Предыстория
Уже к началу войны лодки типа B считались малыми и устаревшими. Тем не менее, к началу боевых действий против Турции (1 ноября 1914 года) в распоряжении соединенной англо-французской эскадры имелись четыре французских лодки и три английских (B.9, B.10, B.11), базировавшихся на Мальте. Позже к ним присоединились B.8 и B.7, переброшенные из Гибралтара. Командовал флотилией лейтенант-коммандер Пауналл (англ. P. H. Pownall), держа флаг на плавбазе «Гиндукуш» (англ. Hindu Kush) в гавани Мудрос.
Основным занятием Средиземноморской эскадры в начале войны было наблюдение за проливами, на случай прорыва германских крейсеров. Единственный набег 3 ноября ограничился бомбардировкой Кум-Кале. Результатом стало усиление турецкой обороны. Для обозначения блокады французская лодка фр. Circé проникла в Дарданеллы до Сидд-аль-Бахр, а сама B.11 загнала в пролив турецкий миноносец, и преследовала на 4 мили в глубину. Однако подводники, как англичане так и французы, забрасывали командование запросами на более активные действия.

### Подготовка
Поиск целей в Дарданеллах уже обсуждался среди старших офицеров подводной флотилии: Пауналл, Холбрук, Джеффри Уорбертон (англ. Geoffrey Warburton) и Самуэль Гравенер (англ. Samuel Gravener) согласились, что имевшие место небольшие набеги — совсем не то, что глубокое проникновение.
Для начала, все наличные лодки были далеко не последним словом техники. Они просто не имели достаточной автономности, чтобы форсировать пролив целиком в подводном положении, да и вообще для сколько-нибудь дальнего похода.
Далее, вход в Дарданеллы был опасен для любого корабля, в том числе подводного. Вход был перекрыт минным заграждением из пяти линий у мыса Кефез. Хотя мины были выставлены против надводных кораблей, лодке ничего не стоило зацепить минреп или якорь, с непредсказуемым результатом. Второе заграждение находилось, предположительно, в узкости у Чанаккале. Берега пролива были защищены батареями, и продолжалось строительство новых.
Наконец, кроме искусственных опасностей были и навигационные. Союзники отлично знали про течение силой в 1÷4 узла, из Мраморного моря в Средиземное. Но на какой глубине кончался поверхностный пресноводный слой, и начиналось холодное и соленое обратное течение, имелись только догадки. Соответственно, расчет нагрузки и остаточной плавучести был тоже в основном наугад. Словом, сама гидрография проливов сильно сокращала как возможности действовать под водой, так и выгоды от такого действия.
Несмотря на все ограничения, командиры были единодушны: любая демонстрация силы в районе Чанак лучше, чем бездействие. Командующему Средиземноморской эскадрой вице-адмиралу Кардену (англ. Sackville Hamilton Carden) был представлен план рейда, и в начале декабря план получил предварительное одобрение. Все семь командиров-подводников соперничали за право идти в рейд. Но выбор Пауналла был предопределен: во-первых, аккумуляторная батарея B.11 была новее всех, а значит, лодка имела самый большой запас подводного хода; во-вторых, Пауналл безоговорочно доверял командиру; в-третьих французские лодки имели внешние решетчатые торпедные аппараты, что ограничивало глубину погружения.
Шансы форсировать минное заграждение несколько улучшились, когда Пауналл и кэптен Куд (англ. Coode), командующий флотилией эсминцев, разработали устройство для отвода минрепов. Под их наблюдением механики торпедного транспорта «Бленхейм» (англ. HMS Blenheim) установили на B.11 трубчатое ограждение горизонтальных рулей. В отсутствие дока лодку дифферентовали цистернами, поднимая сначала нос, затем корму над водой для работы. Для защиты рубки, нактоуза верхнего компаса и других вертикальных частей, с ограждения рубки в нос и в корму были протянуты стальные тросы.

### Ход операции

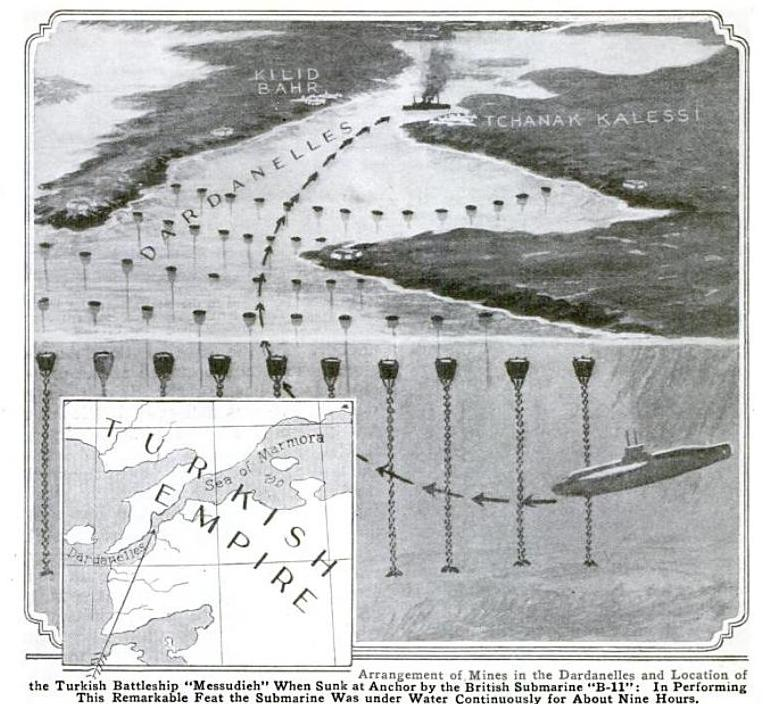
Иллюстрация рейда в журнале Popular Mechanics, март 1915

### Ход операции[4]

#### Форсирование
В 04:15 13 декабря 1914 года B.11 отвалила от борта «Гиндукуш», который лежал в дрейфе в трех милях от мыса Хеллес, и направилась ко входу в Дарданеллы. Задача лодки звучала просто: проникнуть как можно дальше в проливы и топить встреченные корабли и суда. По сути, это был карт-бланш — ни определенных рубежей, ни заданного корабля-цели: максимальная свобода действий командиру.
Холбрук решил выполнять подход под электромотором, чтобы избежать шума выхлопа. Из предварительных наблюдений он знал, что турки имеют обыкновение выключать прожектора перед рассветом. Это давало короткий промежуток, когда можно было пройти незамеченным. Действительно, в 05:00 прожектора погасли. Погружение было сыграно в пределах 1 мили от мыса Хеллес. Затем Холбрук скомандовал курс 050, глубину 20 футов (6 м), и полный ход.
Из-за встречного течения даже на полном ходу скорость относительно грунта была всего около 2 узлов. Затем начались регулярные вибрации корпуса. Заключив, что в легком корпусе что-то не закреплено, Холбрук приказал старшему помощнику, лейтенанту Винну (англ. S. T. Winn) всплывать. Такой шаг означал риск обнаружения в самом начале похода, но он рассчитывал на оставшиеся минуты темноты. На поверхности командир с мотористом обследовали корпус. Причина нашлась быстро — оторвалось ограждение левого носового горизонтального руля, срезало болты крепления. Командир приказал дать дифферент на корму, и моторист с ещё одним матросом, привязавшись страховочными концами, в последние минуты перед рассветом окончательно отломали дефектное ограждение и сбросили за борт. Так и не обнаруженная, B.11 погрузилась. Холбрук скомандовал завтракать посменно. Сам он доел омара, которым его угостили перед отходом французы.
В 08:30 в перископ открылось слева по носу устье реки Суандере, указывая, что лодка подходит к минному полю Кепез. В 08:40 командир приказал погружаться на 80 футов (24 м). После часа на этой глубине и нескольких касаний минрепов, он снова приказал всплывать под перископ, чтобы определиться.

#### Атака
Оказалось, что ход был лучше ожидаемого: лодка находилась чуть дальше мили от Чанаккале. Осмотрев пролив в сторону Чанак, Холбрук развернул перископ на зюйд-вест, в сторону бухты Сари-Сигляр, укрытой стоянки под мысом Кепез. Там, по его собственным словам, он обнаружил «старый большой турецкий броненосец», двухтрубный, с тяжелыми башнями в носу и в корме. Он опознал корабль как «Месудие» (тур. Mesudiye).

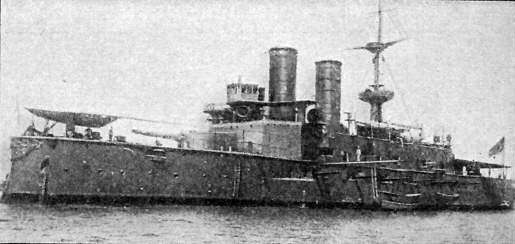
Mesudiye

8000-тонный «Месудие» был построен в 1874 году в Англии как казематный броненосец, и перестроен в 1903 году в Италии в башенный. Уже устарелый к началу войны, он был поставлен на якорь выше мыса Кепез в качестве плавучей батареи для прикрытия минного поля. Командир корабля и старший помощник возражали против такой позиции, но возобладало мнение немецких военных советников. В момент обнаружения B.11 находилась более чем в миле от него, за пределами дальности торпед. К тому же курсовой угол цели был слишком острым, чтобы гарантировать попадание.
Убрав перископ и погрузившись, Холбрук начал маневр для занятия позиции залпа. Позже он вспоминал: «Мы опять ушли на глубину, но течение усилилось и втянуло нас в бухту Сари-Сигляр, так что броненосец оказался у нас слева по носу.» B.11 теперь была примерно в 800 ярдах (720 м), чуть позади траверза броненосца. Оставалась только небольшая коррекция курса для прицеливания. «Я подправил курс, для чего понадобился полный ход, и выстрелил торпеду», вспоминал Холбрук. «После этого пришлось сбавить ход, так как освещение слабело: наши батареи явно истощились. Нас развернуло к нему кормой. В перископ я видел, что он осел на корму, а дым с берега указывал, что нас обстреливают.»

#### Послезалповое уклонение
Артиллеристы «Месудие» заметили перископ лодки, и присоединились к береговым батареям. Холбрук не знал, что из-за возраста и плохого содержания главный калибр броненосца давно вышел из строя и стволы заменили бревнами. Но вспомогательный калибр остался вполне реальный. Он и продолжал огонь пока, примерно через 10 минут после торпедирования, корабль внезапно не перевернулся и не затонул.
Хотя орудия броненосца больше не угрожали лодке, береговые батареи нащупали дистанцию. Холбрук: «На предельных оборотах нам удалось уклониться, но как выбраться из бухты, я не видел. Я нашел в перископ самый дальний выступ берега, но рулевой доложил, что линзы спиртового компаса отпотели, и вместо румбов он видит одни черные пятна.» Похоже, удача все же покинула командира. На лодках типа B, как и на большинстве других в то время, путевой компас устанавливался на мостике, чтобы уменьшить девиацию от железа корпуса. Изображение картушки передавалось в центральный пост через примитивную систему линз и зеркал. В критический момент, от протечки или от избыточной конденсации, она вышла из строя. Не оставалось другого выбора, кроме как всплывать под перископ. Но всплыв, командир был шокирован: течение втянуло лодку ещё глубже в бухту. Казалось, скалы обступают со всех сторон, а на лодку шли миноносцы, с явным намерением таранить. Холбрук приказал погружаться на 50 футов — ожидаемую глубину в этом месте. Но лодка ударилась о грунт на 38 футах. Он скомандовал полный ход, лодка с трудом оторвалась от илистой банки — и тут же села на следующую. В этот момент он заметил, что в рубку через стеклянные иллюминаторы просачивается свет. Это означало, что рубка показалась над водой. С берега это тоже заметили: батареи возобновили стрельбу.
В официальном рапорте Холбрук пишет: «Я положил руль лево на борт, и дал полный ход. С 10:10 по 10:20 множественные касания грунта, затем вышли на глубину». За сухим отчетом скрывается самый опасный момент: 10 минут лодка была критически близка к гибели. Несмотря на обстрел, Холбрук спокойно занял место в рубке, визуально проверяя курс и отдавая команды на руль. Наконец глубина стала достаточна для движения под перископом. «Месудие» исчез; с левого борта была чистая вода. Командир ещё некоторое время держал курс к европейскому берегу, затем, убедившись что он на середине пролива, повернул вниз по течению.

#### Отход
К этому моменту маневрирование на полной мощности разрядило батарею до опасного предела, а до открытого моря было 16 миль. Холбрук вынужден был сбавить ход до 1,5 узлов, полагаясь на течение. Без компаса нырять под минные линии было опасно. Он решил форсировать их под перископом. Перевести дух смогли только когда командир увидел устье Суандере, то есть минное поле было пройдено. Но опасности ещё не кончились. Батареи у входа в пролив теперь, несомненно, были настороже. Следующие десять миль погруженную лодку, по его словам, «более-менее несло по течению».
Ужинали снова посменно. Добив остатки омара, командир приказал выдать всем порцию рома когда — и если — они благополучно выберутся.
Наконец, в 14:10 лодка всплыла в двух милях от мыса Хеллес и связалась с ожидавшими эсминцами. Они сопровождали её до Митилины. Всего B.11 провела под водой 9 часов. За это время воздух в ней настолько загрязнился, что при открытии верхнего люка наружу вырвалось ядовитое зеленовато-желтое облако. Потребовалось 30 минут вентиляции, чтобы восстановить уровень кислорода, достаточный для запуска бензинового мотора.

### Последствия
В Мудросе офицеры — товарищи по флотилии устроили шутливую церемонию награждения. На юте линейного крейсера HMS Indefatigable Холбруку вручили огромный Железный крест из картона. Французский главнокомандующий послал через Кардена сигнал с поздравлениями. Не отстало и Адмиралтейство; Кардену направили радиограмму:

Доведите до офицеров и матросов B.11 что их милости Лорды Адмиралтейства выражают высокое одобрение храбрости и умения, принесших сей подвиг.
Оригинальный текст (англ.)Communicate to officers and men of B.11 their Lordships' high appreciation of the daring and skillfilness which have acheved this exploit.

Холбрук был награждён Крестом Виктории — первый среди подводников, и вообще первый в Королевском флоте за войну. Его первый помощник Винн получил Орден за Заслуги. Все 13 членов команды получили кресты или медали «За Заслуги» соответственно рангу.
Из-за небольшой глубины в бухте часть корпуса «Месудие» осталась над водой. Из запертой в низах команды бо́льшую часть спасли на следующий день, прорезав днище броненосца. Из 673 человек погибло 37, включая 10 офицеров. Турки, особенно флот, были деморализованы даже не самим рейдом, а тем, что его совершил крохотный безбронный кораблик в десятки раз меньше жертвы. Но старший морской начальник на месте, немецкий вице-адмирал Мартен (нем. Marten) выразил безоговорочное восхищение англичанам, назвав рейд «хитрейшим предприятием».
Предприятие оказалось ещё и неподражаемым. B.9, пытавшаяся повторить достижение 14 декабря, наткнулась на полностью готовую, поднятую по тревоге оборону. Она не успела углубиться в проливы, как была обнаружена. Взорвались сигнальные мины, B.9 развернулась и отошла под обстрелом. Французской фр. Saphir повезло меньше: ударившись о дно у мыса Нагара, она потеряла ход, всплыла и была уничтожена.
Успех Холбрука и B.11 был не столько в потопленном корабле, сколько в демонстрации способности подводных лодок играть стратегическую роль. Задуманные для тактического использования — только береговой обороны — они создали прецедент для много большего. Прямым следствием рейда было то, что последовавший запрос Кардена на передачу ему флотилии новейших лодок типа E был удовлетворен без задержек и возражений. Случилось так, что одна лодка этого типа, австралийская AE-2, уже была на театре, а в течение нескольких недель появились ещё четыре, включая E 11. На фоне общего провала Галлиполи их успехи — серьёзный урон турецкому флоту и ещё три Креста Виктории — выглядят особенно контрастно.

## Дальнейшая служба
Позже в 1915 году лодка была переведена в Адиатическую эскадру и действовала против Австро-Венгрии. Базировалась на Венецию. В январе 1916 года подобрала из воды и взяла в плен экипаж летающей лодки L59 — первый такой случай в истории подводных лодок. Для действий на рубеже Отранто B.11 была переделана в надводный сторожевой корабль, с обозначением S11.
По окончании войны в 1919 году продана на слом в Италии.

## Командиры B.11
| Дата | Имя и звание                      |
| ---- | --------------------------------- |
| 1906 | л-т Бэзил Бил                     |
| 1913 | л-т-коммандер Норман Холбрук      |
| 1915 | л-т Самуэль Гравенер              |
| 1915 | л-т Ф. Кеннеди (англ. F. Kennedy) |